# Тендряков Володимир Федорович
Тендряков Володимир Федорович (5 грудня 1923 року, присілок Макаровська, нині Верховазького району Вологодської області — 3 серпня 1984 року, Москва) — російський радянський письменник, прозаїк та сценарист. Один з провідних радянських літераторів 1960-х — 1970-х років. Представник напрямку «сільської прози».

## Біографічні відомості
Народився в сім'ї сільського службовця. Після закінчення школи пішов на фронт, служив радистом стрілецького полку. У 1943 році був тяжко поранений під Харковом і демобілізований. Викладав військову справу в школі Кіровської області, був секретарем райкому комсомолу. У 1945 році переїхав до Москви. Навчався на художньому факультеті ВДІКу, потім перейшов до Літературного інституту імені Горького (закінчив у 1951 році). Працював кореспондентом журналу «Огонёк».
Член КПРС з 1948 року.

## Творчість
Перше оповідання Тендрякова — «Справи мого взводу» (1947) написане на матеріалі війни. До воєнних вражень та епізодів своєї біографії письменник повертався неодноразово, проте головне місце в його творчості зайняли проблеми післявоєнного часу, характери і конфлікти радянських людей 1950-х — 1970-х років. Як письменник Тендряков сформувався в різкій полеміці з теорією і практикою так званої «безконфліктної» літератури.
Чільне місце у творчих пошуках письменника набули проблеми буднів післявоєнного села: нариси «Під лежачий камінь» (1954), «В північному краї» (1954), «Лицар в точності» (1956) та ін. Докладність, правдивість опису стали міцною і стійкою особливістю стилю Тендрякова. Але вже в ранніх повістях і оповіданнях — «Серед лісів» (1953), «Не до двора» (1954) прозаїк розширює поле нарисового спостереження; його турбують економічні, соціальні та моральні протиріччя і конфлікти. Герой творів Тендрякова майже завжди опиняється в «тугому вузлі» життєвих обставин. Так побудовані найбільш відомі твори другої половини 1950-х — «Вибоїни» (1956), «Тугий вузол» (1956, в першому варіанті — «Саша вирушає в дорогу»), «Чудотворна» (1958).
Панування поворотного моменту, надзвичайної події, трагічності й ускладнення в житті героїв зближують його повісті й оповідання з закінченою сюжетною новелою. Саме такими є «Трійка, сімка, туз» (1960), «Суд» (1961), «Коротке замикання» (1962), «Знахідка» (1965) та ін. Починаючи з повісті «Падіння Івана Чупрова» (1953) Тендряков проявляє особливий інтерес до історії морального переродження людей, що корисливо використовують своє становище в суспільстві. Ця проблема також розглядається в повісті «Поденка — вік короткий» (1965) і особливо детально в повісті «Смерть» (1968).
Тендряков виступає з критикою забобонів, сектантства та інших форм духовного застою, що апологізують релігію: повісті «Чудотворна», «Надзвичайне» (1961), «Апостольське відрядження» (1969) та ін.
Перший великий роман Тендрякова «За днем, що тікає» (1959) гостро ставить деякі проблеми шкільного виховання; після виходу в світ він викликав жваву дискусію в педагогічних колах. Другий роман — «Побачення з Нефертіті» (1964) — присвячений долі художника, історії формування таланту.
Для кращих творів Тендрякова характерний соковитий національний колорит, гарно виписаний фон дії, глибоко відчутий пейзаж. Цей фон і пейзаж переважно суворі, неспокійні; вони підсилюють драматизм сюжету.
Основні твори письменника перекладені мовами народів колишнього СРСР та іншими іноземними мовами.

## Фантастика у творчості Володимира Тендрякова
До фантастики автор звернувся вже у зрілому віці, — з повістю «Мандрівка тривалістю в століття» (1963), в якій поставив завжди актуальні питання людських відносин і кохання, життя і смерті, розуму і пошуку позаземних цивілізацій. Здобула популярність і підсумкова для автора посмертна публікація роману «Замах на міражі» (1982, початкова робоча назва — «Євангеліє від комп'ютера», 1980), де містяться суттєві елементи антиутопії. Наукова фантастика — за відгуками літературознавців і критики, — перебувала в руслі головних шукань автора. На робочому столі письменника залишилася незавершеною фантастична «Повість про Венеру», що не видана донині.

## Екранізації творів Володимира Тендрякова
Ще при житті письменника було екранізовано кілька його творів. У 1955 році за його оповіданням «Не до двора» (1954) на кіностудії «Ленфільм» вийшов фільм «Чужа рідня». Фільм Михайла Швейцера «Тугий вузол» (1956) був знятий за однойменною повістю Тендрякова (1956). Повість «Чудотворна» (1958) стала основою однойменного фільму-драми, знятого в 1960 році на «Мосфільмі». У 1962 році було знято детективну драму «Суд», за однойменною повістю, що вийшла у світ роком раніше. В 1962 році було знято (на екранах — з 1964 року) пригодницьку драму «49 днів» за сценарієм Григорія Бакланова, Юрія Бондарева та Володимира Тендрякова.
За повістю письменника в 1974 році було знято фільм «Весняні зміни».
У 2015 році був знятий фільм (вийшов на екрани в 2016 році) «Знахідка». Сценарій фільму було написано на основі однойменної повісті Тендрякова (1965).

## Зібрання творів
- Избранные сочинения в двух томах. — М.: Гослитиздат, 1963.
- Собрание сочинений в четырех томах. — М.: Художественная литература, 1978—1980.
- Собрание сочинений в пяти томах. — М.: Художественная литература, 1987—1989.

## Переклади українською мовою
- Весняні переверти [пер. з рос. В. Коваля ; худож. Г. Ю. Кузнецов]. — К.: Молодь, 1978. — 96 с., іл.
- Замах на міражі: Роман. Повість. Оповідання [переклад В. Й. Вороновича]. — К.: Дніпро, 1990. — 496 с.
- Розплата. Повісті / Перекл. з рос. М. Видиша. — К.: Дніпро, 1986. — 400 с.
- Хліб для собаки: Оповідання [переклад Миколи Білоруса] // Всесвіт. — 2008. — № 1-2. — С. 4-16.

## Вибрана література
1. Билинкис Я. Изображение жизни. Заметки о прозе Владимира Тендрякова // Север. — 1965. — № 5.
2. Клюсов Б. На передней линии: Очерк творчества Владимира Тендрякова. — Минск, 1963.
3. Литвинов В. Тендряков «старый» и Тендряков «новый» // Октябрь. — 1961. — Кн. 6. — С. 199—209.
4. Сидоров Е. О прозе Владимира Тендрякова (1923—1984) // Собрание сочинений в пяти томах. — Т. 1. — М.: Художественная литература, 1987. — С. 5-22.
5. Соловьева И. Проблемы и проза (Заметки о творчестве Владимира Тендрякова). — Новый мир. — 1962. — № 7.